# Zielona miłość
Zielona miłość – polski serial telewizyjny z 1978 roku w reżyserii Stanisława Jędryki, składający się z 3 odcinków.
Plenery: Płock, Wołomin.

## Treść
Serial opowiada o młodych ludziach zaraz po zdanej maturze stojących u progu dojrzałości życiowej, ich problemach, wyborach i pierwszej miłości.

## Obsada
- Joanna Pacuła − Jola "Sarna"
- Jan Frycz − Paweł Budny
- Hanna Bieluszko − Iwona
- Andrzej Pieczyński − "Bursztyn"
- Barbara Wrzesińska − Magda (matka "Sarny")
- Bronisław Pawlik − Karol (ojczym "Sarny")
- Mieczysław Milecki − doktor Mieczysław Mazur
- Bolesław Płotnicki − doktor Stefan Rylski (pacjent w szpitalu)
- Mieczysław Voit − doktor Budny (ojciec Pawła)
- Roman Wilhelmi − Błażej Morawiecki (ojciec "Sarny", sekretarz wojewódzki PZPR)
- Joanna Jędryka − pielęgniarka
- Bohdana Majda − pielęgniarka Wanda Korycka
- Witold Dederko − "Dziadek" (pacjent w szpitalu)
- Janusz Kłosiński − Bida (pacjent w szpitalu)
- Marian Opania − Heniek (pacjent w szpitalu)
- Piotr Skiba − pilot Wojtek (pacjent w szpitalu)
- Janusz Paluszkiewicz − majster (podwładny Karola)
- Jolanta Nowak − koleżanka "Sarny" (nie występuje w czołówce, odc. 1)
- Zofia Sykulska-Szancerowa − pacjentka w szpitalu (odc. 1)
- Józef Nalberczak − sekretarz partii (odc. 2, 3)
- Czesław Lasota − prezes oglądający halę (odc. 3)
- Wacław Kowalski − Zaborek, pacjent w szpitalu (odc. 2 i 3)
- Cezary Morawski − kolega Pawła (odc. 1, 2)
- Marek Sikora − kolega Pawła (odc. 1, 2)
- Józef Nowak − przewodniczący Rady Narodowej
- Maria Kowalik − odwiedzająca chorego w szpitalu (nie występuje w czołówce odc. 2)
- Zdzisław Szymański − mężczyzna u sekretarza
- Zygmunt Kołodziejski − (nie występuje w napisach)
- Jerzy Moes − urzędnik (nie występuje w czołówce)
- Jan Himilsbach − pijaczek ze złamanym obojczykiem (odc. 1)
- Mirosław Konarowski − żołnierz na dworcu (odc. 1)
- Zygmunt Maciejewski − dyrektor "Polchemu" (odc. 1 i 3)
- Bożena Miller − koleżanka Pawła (odc. 1 i 2)
- Jolanta Wołłejko − sekretarka ojca "Sarny" (odc. 1)
- Laura Łącz − koleżanka "Sarny" (odc. 1 i 2)
- Magda Teresa Wójcik − matka Iwony (odc. 2 i 3)
- Helena Dąbrowska − żona Zaborka (odc. 2)
- Elżbieta Borkowska − synowa Bidy (odc. 2)
- Tadeusz Cygler − magazynier Tomasz w szpitalu (odc. 2)
- Maciej Góraj − syn Bidy (odc. 2)
- Marian Łącz − robotnik, podwładny Karola (odc. 2)
- Tadeusz Pluciński − kierowca (odc. 2)
- Andrzej Krasicki − przewodniczący zebrania (odc. 3)
- Marian Rułka − inżynier oceniający przydatność hali (odc. 3)
- Kazimierz Wichniarz − zielarz Jonasz Kopałko (odc. 3)
- Alicja Migulanka − kobieta chora na woreczek żółciowy u zielarza (odc. 3)

## Lista odcinków
1. Bursztyn
2. Iwona
3. Paweł